# Мелиорација
Мелиорација представља скуп мера које се спроводе са циљем поправљања физичких, хемијских и биолошких особина земљишта, као и стварање и одржавање оптималног водно-ваздушног режима земљишта, ради обезбеђења повољних услова за раст и развој гајених биљака и постизање стабилних приноса у пољопривредној производњи.

## Подела
Постоје три основне врсте мелиорације:
- Хидромелиорација - одводњавање сувишне воде или натапање тла.
- Културнотехничка мелиорација- крчење шума и(ли) шикара, земљани радови.
- Агромелиорација - окретање масе тла, дубинско преоравање, ђубрење.

## Хидромелиорација
Хидромелиорација или хидротехничка мелиорација је скуп хидротехничких мера, активности и грађевина којима се остварују оптимални услови за развој биљака.
Хидротехничка мелиорација састоји се од:
- - одбране од високих вода,
  - површинског одводњавања,
  - подземног одводњавања,
  - наводњавања.

Површине које су опремљене уређајима за одводњавање или уређајима за одводњавање и наводњавање, називамо мелиорацијским површинама.
У следећим случајевима се јавља потреба за површинским одводњавањем:
- - природне депресије без могућности гравитационог одводњавања,
  - површине које су често или повремено под утицајем стагнирајуће воде од падавина или нерегулисаних водотока,
  - површине под утицајем притицања подземних вода,
  - површине слабо пропусног земљишта,
  - учесталост интензивних падавина.

## Културнотехничка мелиорација
Културнотехничка мелиорација представља процес промене основне културе земљишта. Најчешће је то крчење шума, шикара, џунгли.
Подизањем брана и насипа, такође, се може остварити културнотехничка мелиорација.

## Агромелиорација
Агромелиорација или агротехничка мелиорација је скуп агротехничких мера и активности којима се остварују оптимални услови за развој биљака.
Мере агромелиорације укључују све врсте третирања земљишта различитим врстама ђубрива и заштитних средстава.
Агромелиорационе мере се по потреби користе у комбинацији са мерама хидромелиорације како би се постигла боља плодност земљишта и бољи принос.